# توفند هلن
توفند هلن (انگلیسی: Hurricane Helene) یک توفند بزرگ، مخرب و سریع در اقیانوس اطلس بود. این توفند قوی‌ترین توفان ثبت‌شده در تاریخ بوده به منطقه بیگ بند فلوریدا آسیب وارد کرده است. توفند هلن به‌عنوان هشتمین توفان نام‌گذاری‌شده، پنجمین توفند و دومین توفند بزرگ در فصل توفند ۲۰۲۴ اقیانوس اطلس به‌شمار می‌رود. توفند هلن در اواخر سپتامبر از یک مرکز کم‌فشار وسیع در دریای کارائیب غربی توسعه یافت و نخستین بار توسط مرکز ملی توفند ایالات متحده (NHC) در ۱۷ سپتامبر مشاهده شد. در ۲۴ سپتامبر، این آشفتگی به اندازه کافی تقویت شد که با نزدیک شدن به شبه‌جزیره یوکاتان، به یک توفان حاره‌ای تبدیل و به نام هلن نام‌گذاری شد. شرایط مساعد منجر به تشدید تدریجی توفان شد و در اوایل ۲۵ سپتامبر به یک توفند تبدیل گشت. با عبور هلن از خلیج مکزیک‌در روز بعد، تشدید سریع رخ داد و در عصر ۲۶ سپتامبر به شدت رده ۴ در مقیاس شدت توفندها رسید. در اواخر ۲۶ سپتامبر، هلن با اوج شدت در منطقه بیگ بند فلوریدا و نزدیک شهر پری، فلوریدا با بیشینه بادهای پایدار ۱۴۰ مایل در ساعت (۲۲۰ کیلومتر در ساعت) به خشکی رسید. پیش از زمین‌شار هلن، به دلیل تأثیرات قابل توجه مورد انتظار، از جمله خیزآب و تندبادهای ناشی از توفند تا دورترین نقطه آتلانتا، فرمانداران فلورید و جورجیا وضعیت اضطراری اعلام کردند. هلن همچنین باعث سیل‌های فاجعه‌بار ناشی از بارندگی به ویژه در غرب کارولینای شمالی و شرق تنسی شد. همچنین هشدارهای توفند بیشتری در داخل خاک ایالات متحده اعلام شد. تا پایان سپتامبر، در مجموع بیش از ۲۴۰ مورد مرگ به توفند هلن نسبت داده شده است.